# Riq
El riq (en árabe: رق‎) es un instrumento membranófono de origen árabe y medio oriente el cual consiste en un pandero pequeño redondo formado por un bastidor de madera cubierto por piel en uno de sus lados y sonajas en su marco. En algunos casos este suele estar decorado con pintura a base de henna o nácar. El pandero de mayores dimensiones se denomina daf o duf.
Se utiliza en Azerbaiyán, Armenia, Egipto, Siria, Líbano, Irak, Irán y Turquía principalmente. En la antigüedad era un instrumento exclusivo de las mujeres y solamente ejecutado en bailes, ceremonias religiosas, y en cantos y danzas folclóricos. Aproximadamente el riq tiene 20 cm de diámetro y 6 cm de alto; tiene un parche de cuero de cabra o pescado que se estira sobre un marco de madera, el cual normalmente está adornado con incrustaciones de nácar. El riq tiene 10 pares de sonajas de bronce (sagats en árabe) de aproximadamente 6 cm de diámetro distribuidos uniformemente alrededor del marco. 
El riq se valora especialmente por la variedad de sonidos que puede producir dependiendo del virtuosismo con que el músico lo ejecute. Hasta la mitad del siglo XX era común que el riq fuera el único instrumento de percusión en las orquestas pero a mediados de la década de 1960 con la adición del darbuka o tabla y de otros instrumentos de percusión el riq fue perdiendo protagonismo. Por este motivo, los músicos adoptaron otra técnica al momento de ejecutarlo la cual consiste en acentuar más el sonido de las sonajas sobre el sonido del parche para lograr volver a destacarse sobre el ritmo. 
El riq principalmente es utilizado en la música clásica árabe y es el que marca el ritmo de la pieza musical. Un ejemplo son los temas musicales de la cantante egipcia Umm Kalzum.

## Técnica
El riq se sostiene con una mano la cual agita el marco a fin de hacer sonar las sonajas; con la otra mano se golpea el parche ya sea con los dedos o palma. Los músicos más virtuosos juegan con los dedos tocando las sonajas y el marco del instrumento a fin de enriquecer aún más el ritmo como lo haría el darbuka. Los dos sonidos principales son el "DUM" y el "TAC" y puede realizar el ritmo base para acompañar al darbuka o también improvisar y destacarse de los demás instrumentos de percusión.
Las dos posiciones básicas son las llamadas, "Clasica", la cual destaca los sonidos del parche y de los golpes sutiles dados al borde del instrumento utilizada en la música tradicional árabe o Tarab, y la posición llamada "Cabaret", que es la que destaca el sonido de las sonajas y es la utilizada para adornar el ritmo haciéndolo más alegre. Su nombre "Cabaret" deriva de los músicos que tocaban en esos locales nocturnos de El Cairo durante las décadas de 1960 y 1970 para las bailarinas de Raqs Sharqi.

## Evolución del instrumento

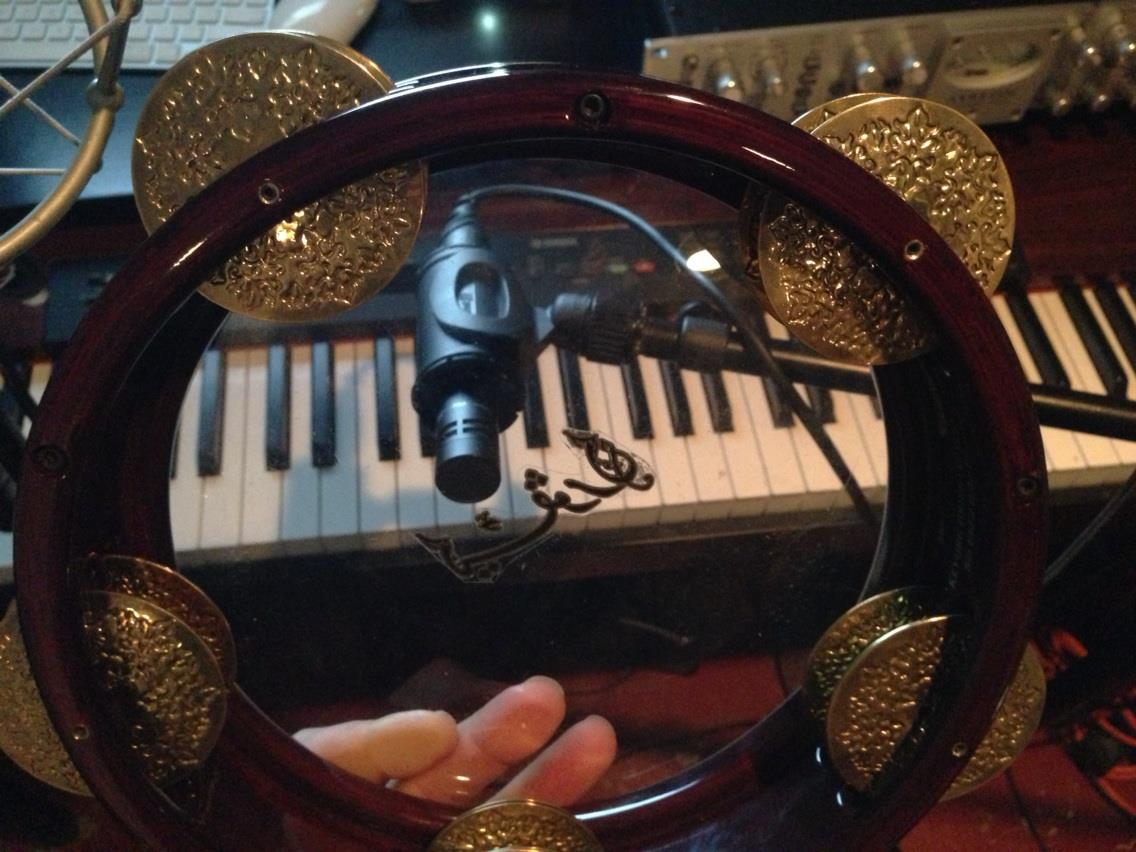
Riq moderno fabricado por Kevork Kazandjian

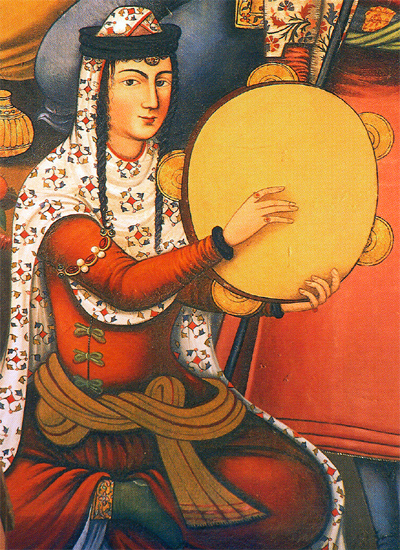
Pintura iraní del en la que muestra a una mujer tocando el riq

Aunque los parches de cuero de pescado o de cabra se valoran más por su sonido natural, el problema principal es que son muy sensibles a la humedad y pueden perder fácilmente su tensión. Debido a este problema los músicos tenían que calentar sus riqs momentos antes de ejecutarlos a fin de secar la humedad ambiente que el parche absorbía y así recuperar la tensión adecuada. 
A finales de la década de los 80 el parche del riq fue reemplazado por una lámina de plástico, generalmente de Mylar, similar a la utilizada en los parches de las baterías (Instrumento Musical). Esta modificación en un principio generó rechazo entre los músicos profesionales pero finalmente fue adoptada por un gran número de ellos, transformándolo prácticamente en un estándar hasta estos días. Uno de los primeros percusionistas en utilizar estos instrumentos modificados fue el profesor Mohamed Al Arabi.
Actualmente algunos riqs modernos son fabricados en aluminio o fibra sustituyendo la madera para la construcción del marco logrando instrumentos muy armoniosos, además de permitir una fácil sustitución y ajuste de los parches. Hoy en día el mejor riq es fabricado por Kevork Kazandjian en Líbano; éste combina el sonido, la ergonomía, la estética, y la funcionalidad. Luego se le sumarían fabricantes que han obtenido instrumentos de excelente calidad como; Elias Nakhle, Ghassan el Khoury del Líbano, Emin Percussion de Turquía y la firma Gawharet El Fan de Egipto. En los Estados Unidos lo harían la firma Cooperman frame drums y Remo, entre muchos fabricantes mundiales.

## Adufe portugués
Es heredero del adufe árabe, introducido en la península ibérica entre los siglos VIII y XII. Es un pandero bimembranófono cuadrangular que lleva semillas o sonajas pequeñas para enriquecer la sonoridad. Los lados del marco miden aproximadamente 45 centímetros. El adufe se coge con los pulgares de ambas manos y por el índice derecho, dejando así libres los demás dedos para percutir.
Se encuentra esencialmente en el centro-este de Portugal (distrito de Castelo Branco), donde lo ejecutan exclusivamente mujeres, acompañando el canto sobre todo con ocasión de las fiestas y romerías.
En la tradición oral, concretamente los versos de algunas canciones que se acompañan con el adufe, se refieren a la madera del instrumento como de "palo de naranjo". Esta referencia, ciertamente simbólica por la relación entre el azahar y el matrimonio, es reforzada por otra particularidad de la construcción del instrumento, que refiere que es la piel de una de las membranas de un animal macho y la otra de un animal hembra. Dicen las tocadoras de adufe que la razón de ser de esa diversidad se traduce en la armonía del instrumento y en la manera como suena. Este testimonio da pistas para la iconografía mágica ligada al instrumento, a su construcción e incluso a su uso, que tradicionalmente era reservado a ejecutantes femeninos. También su forma cuadrada, al dificultar la manutención de la piel estirada, suscita cuestiones sobre el carácter simbólico del instrumento y acentúa su particularidad con relación al bendir árabe o al "bodrum", su congénere céltico.

## Músicos mundialmente reconocidos que se destacan con el Riq
- Ibrahim Afifi
- Hassan Anwar
- Hussein Moawad
- Mohamed Al Arabi
- Michel Baklouk Merhej
- Mehmet Akatay
- Ali Farhat
- Adel Shams El Din[1]